# Association pour la prévention de la torture
Die Association pour la prévention de la torture (APT), engl. Association for the Prevention of Torture, ist eine regierungsunabhängige internationale Organisation zur Verhinderung von Folter und Misshandlung. Sie wurde 1977 vom Schweizer Bankier Jean-Jacques Gautier gegründet und hat ihren Sitz in Genf.

## Ziele
Die APT verfolgt drei sich ergänzende Ansätze:
1. Förderung von Transparenz und Rechenschaftspflicht der Anstalten
2. Einführung von allgemein gültigen Normen und Standards
3. Veränderung der Praktiken durch Aufklärung

Um die Zusammenarbeit mit staatlichen Autoritäten, die ebenfalls Folter verhindern möchten, nicht zu gefährden, verzichtet die APT darauf, einzelne Staaten für Fälle von Folter und Misshandlung öffentlich zu verurteilen.
Der bisher größte Erfolg der APT ist das am 18. Dezember 2002 von der UN-Generalversammlung angenommene Zusatzprotokoll zur UN-Antifolterkonvention, das Fakultativprotokoll zum Übereinkommen gegen Folter (OPCAT), das die Antifolterkonvention um einen präventiven Ansatz ergänzt. Mit der 20. Ratifizierung ist das Zusatzprotokoll am 23. Mai 2006 in Kraft getreten. Das Zusatzprotokoll sieht die Einrichtung eines internationalen Gremiums vor, das dem UN-Ausschuss gegen Folter untersteht und Untersuchungen in Gefängnissen oder an anderen Orten durchführen kann, an denen Gefangene festgehalten werden.